# Гелиос
Гелиос (Гелий) (др.-греч. Ἥλιος, Ἠέλιος) — в древнегреческой мифологии солнечное божество, сын титана Гипериона (откуда пошло его прозвище «Гиперионид») и Тейи (либо сын Гипериона и Ирифессы), брат Селены и Эос.
Со времени Еврипида Гелиоса, как всевидящего бога Солнца, стали отождествлять с Аполлоном, всезнающим богом-прорицателем; отсюда другое имя Гелиоса — Фебос. У Ферекида Сирского Гелиос отождествляется с Зевсом, у Феагена — с Гефестом, Аполлоном и огнём. Согласно Дионисию Скитобрахиону, сам Гелиос — мальчик, утопленный в Эридане.
Согласно речи Котты, было пять Гелиосов:
1. Сын Зевса, внук Эфира.
2. Сын Гипериона.
3. Сын Гефеста, внук Нила, из Гелиополя.
4. Рождён нимфой Аканфо на Родосе, предок родосских героев.
5. Отец Ээта и Кирки, из Колхиды.

Гелиос рассказал Гефесту, что Афродита возлежит с Аресом, за это Афродита была враждебна потомству Гелиоса.
Рассказал Деметре, что это Аид похитил её дочь Персефону.
Согласно Гомеру, Гелиос — владелец семи стад коров и семи стад овец. Его коровы жили у Артемисия в Сицилии, их пасли нимфы Фаэтиса и Лампетия. Каждое утро, поднимаясь в небе, и каждый вечер, опускаясь в Океан, Гелиос любовался на своих вечно юных животных. Однажды Одиссей высадился на острове, и его спутники убили несколько быков солнечного бога. В наказание за это Зевс по просьбе Гелиоса разбил их корабль молнией. Выжил только Одиссей.
Культ Гелиоса был особенно распространён в Коринфе, в Аргосе, в Элиде и на острове Родосе, где при входе в гавань стояло его колоссальное изображение. Из животных ему были посвящены петух и белые кони. Изображается Гелиос почти так же, как и Аполлон, с которым сближался по солнечным функциям.
В римской мифологии Гелиосу соответствует Сол (лат. Sol).

## Возлюбленные и потомство Гелиоса
- Персеида, океанида[17], жена Гелиоса[18], родила ему Кирку (Цирцею)[19], Ээта, Пасифаю, Перса[20] и Алоея[21].
- По другим версиям: мать Кирки — Рода[22]; мать Ээта — Антиопа[23]; мать Пасифаи — Крита[24]; мать Алоея — Антиопа (по Евмелу).
- Рода, дочь Посейдона и Амфитриты, жена Гелиоса[25]. По Диодору родила ему семь сыновей: Охима, Керкафа, Макарея, Актия (Актина), Тенага, Триопа и Кандала, и дочь Электриону[26]. По Гесиоду — Кирку.
- Климена, океанида, жена Гелиоса[27] (отождествляемого с Аполлоном). Родила ему Фаэтона[28], Астриду[29] и гелиад.
- Женой Гелиоса и матерью Астриды также считают океаниду Кето[30].
- Клития и Левкофея, дочь Орхама. Клития влюбилась в Гелиоса, но он предпочел Левкофею. Гелиос лишил Лефкофею невинности, приняв облик её матери. Ревнивая Клития рассказала обо всем её отцу Охраму, и тот закопал дочь живой в землю. Клития же позже умерла от голода. После смерти Левкофея превратилась в ветвь, содержащую фимиам, а Клития — в цветок гелиотроп[31]. По Гигину Лефкофея родила от Гелиоса Терсанонта с Андроса (одного из аргонавтов)[32].
- Авгий, один из аргонавтов, по некоторым источникам считается сыном Гелиоса[33] от Гирмины либо Навсидамы[34], дочери Амфидаманта.
- Оры по одной из версий — дочери Гелиоса и Селены[35].
- По Птолемею Гефестиону, Елена — дочь Гелиоса и Леды[36].
- Гемера — богиня, олицетворявшая день. Считалась спутницей Гелиоса.
- Согласно Антимаху, хариты — дочери Эглы и Гелиоса.
- Корибанты — демоны, дети Афины и Гелиоса.
- Арга — дочь Зевса и Геры, возлюбленная Гелиоса. Охотясь на оленя, она громко закричала: «Даже если олень бежит быстрее чем солнце я настигну его!». Этим она рассердила Гелиоса, и он превратил её в собаку.
- Гефест иногда считается сыном Гелиоса.[кем?][источник не указан 1145 дней]
- Дирка — жена царя Фив Лика. По одной из версий, дочь Гелиоса[37].
- Его внучка — Федра, дочь Пасифаи и критского царя Миноса — была второй женой афинского царя Тесея[38].

## В культуре
Статуя Гелиоса в Родосе являлась одним из чудес света, она больше известна под названием «Колосс Родосский». Гелиос был не просто особо почитаемым божеством на острове — по легенде он был его создателем: не имея места, ему посвящённого, солнечный бог вынес остров на своих руках из морской глубины.
Ежегодно 20 июля в греческих городах проводился праздник, одновременно посвященный Гелиосу и Зевсу.
- Гелиосу посвящены XXXI гимн Гомера и VIII орфический гимн.
- 14-я глава романа Джеймса Джойса «Улисс» литературоведами называется «Быки солнца», поскольку здесь есть отсылки к Гелиосу и высадке Одиссея на его остров.